# Mohamed M'jid
 (décembre 2014).
Si vous disposez d'ouvrages ou d'articles de référence ou si vous connaissez des sites web de qualité traitant du thème abordé ici, merci de compléter l'article en donnant les références utiles à sa vérifiabilité et en les liant à la section « Notes et références ».
Mohamed M'jid, né le 14 avril 1916 à Safi et mort le 20 mars 2014 à l'âge de 97 ans, est une personnalité marocaine.
Il a été président de la Fédération royale marocaine de tennis (FRMT) de 1964 à 2009 et près de 40 ans délégué honoraire du Haut Commissariat des Nations unies pour les réfugiés (HCR).
Il a vécu sa jeunesse à Marrakech où il a fait le m’sid avant d'intégrer le lycée Hassan II de Safi. Il a fait partie de cette génération de nationalistes marocains qui a marqué le Maroc.
il quitte Safi pour aller rejoindre ensuite le collège Moulay Youssef à Rabat.
Au lycée, il a partagé la table de Mehdi Ben Barka . Mohamed Benjelloun Touimi lui a acheté sa première raquette à l'époque. Il faisait partie des personnes qui ont manifesté contre le Dahir berbère, c'est grâce à la sympathie du directeur de la division de l'éducation nationale qui l'a défendu à son égard qu'il a pu continuer ses études au lycée,,,.

## Fonctions
- Vice-président comité national olympique marocain[6],[7].

## Décorations
- Grand cordon de l'ordre du Trône (2009)[8]
- Certificat de distinction de l'Association of Tennis Professionals[9].

## Décès
Il décède le 20 mars 2014,.

## Postériorité
Le Raid international de solidarité lui rend hommage.